# Cogollos
Cogollos település Spanyolországban, Burgos tartományban. Cogollos Arcos de la Llana, Sarracín, Revillarruz, Hontoria de la Cantera, Madrigal del Monte, Valdorros és Villangómez községekkel határos. Lakosainak száma 677 fő (2024).

## Népesség
A település népessége az utóbbi években az alábbiak szerint változott:
| Lakosok száma | 251  | 348  | 431  | 488  | 498  | 478  | 489  | 557  | 592  | 677  |
|               | 2001 | 2004 | 2006 | 2009 | 2011 | 2014 | 2016 | 2019 | 2021 | 2024 |